# Autorretrato (Manet)
Autorretrato con paleta es un cuadro del pintor Édouard Manet, realizado en 1879, que pertenece a una colección privada.

## El tema
Autorretrato con paleta es una obra tardía del pintor, y está influenciada por el impresionismo. Se encuentra estilísticamente próxima al autorretrato de Velázquez en Las Meninas. El autorretrato es muy habitual entre los pintores, en su afán de no ser olvidados por la historia del arte. No obstante, es menos frecuente que se representen a sí mismo pintando, pues es más habitual la pose al modo de dignatarios y otras personalidades.

## Descripción de la obra

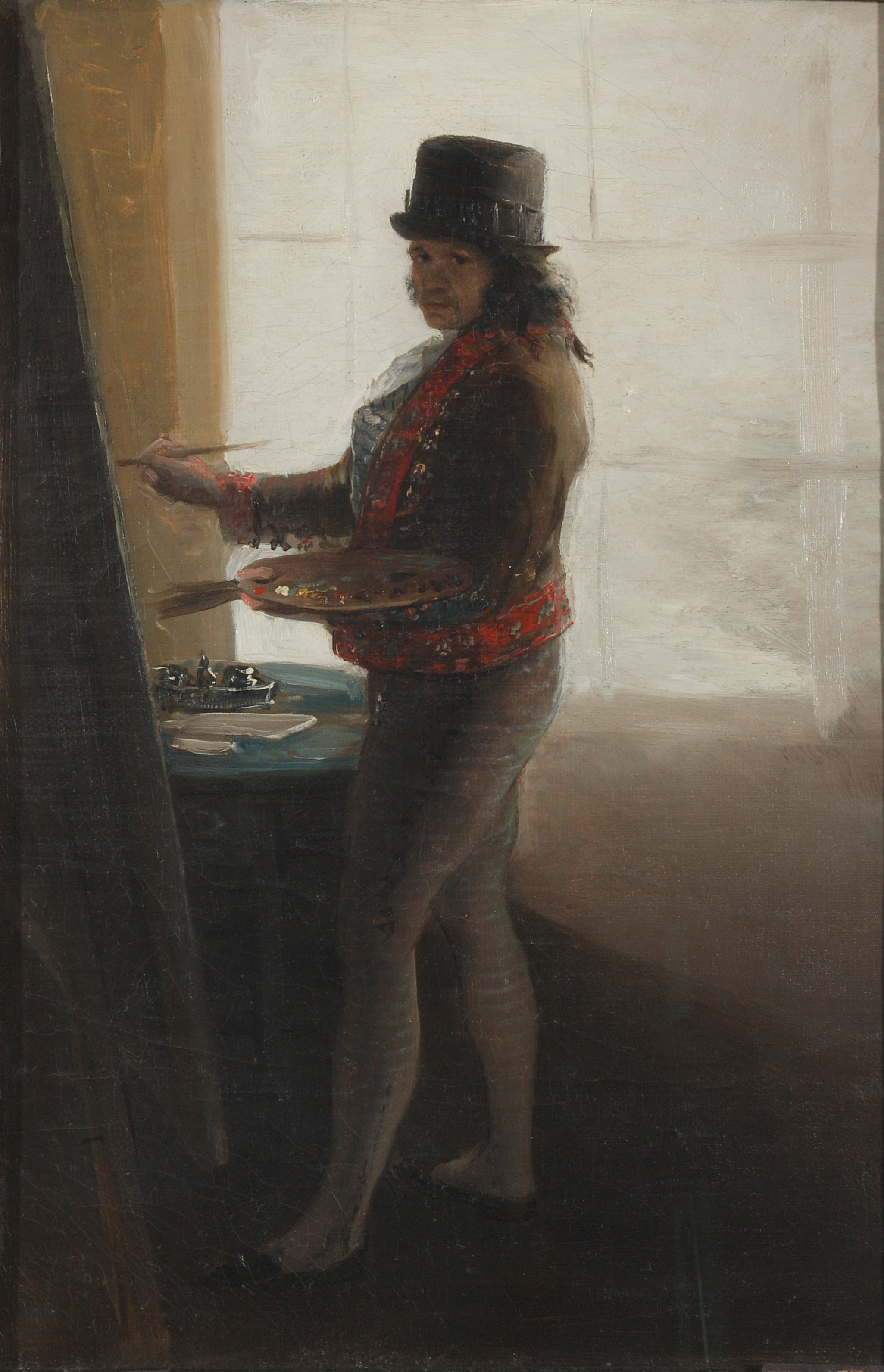
Autorretrato en el taller, 1790 – 1795, Francisco de Goya.

Manet se autorretrata con los útiles de pintar,mirando de frente al espectador, pero algo girado de perfil y tocado con sombrero. Un análisis de rayos X reveló que Manet cubrió un retrato de perfil de su esposa Suzanne en una pose similar a la de Madame Manet en el piano (1868, Museo de Orsay).